# Jan Slot (1913-1994)
Jan Slot (Broek op Langedijk, 18 juli 1913 – Bennekom, 6 juni 1994) was een Nederlands bestuursambtenaar en burgemeester.
Slots vader en grootvader waren burgemeester van Broek op Langedijk. In 1940 werd hij in 's-Gravenzande klerk tweede klas op de secretaria, vervolgens gemeenteontvanger en later hoofd van de centrale boekhouding. 
In de Tweede Wereldoorlog was Slot actief in het verzet. Eind 1944 werd hij opgepakt en kwam in het concentratiekamp Sachsenhausen terecht. Hij overleefde het kamp, maar zijn gezondheid was erg slecht. Hij onderging enkele zware operaties, en lag drie jaar in het gips. De doktoren hadden hem opgegeven, maar hij herstelde uiteindelijk van alle lichamelijke problemen.
Slot vatte zijn werkzaamheden weer op en in 1953 werd hij burgemeester van het Brabantse Eethen. Hij vervulde hier tegelijkertijd de functie van gemeentesecretaris. Sinds 1958 was hij ook lid van de Provinciale Staten van Noord-Brabant voor de ARP. In 1964 werd hij burgemeester van Hardenberg. In 1968 werd hij benoemd tot burgemeester van de gemeente Ede.
In 1978 ging Slot met pensioen, maar in 1980 was hij toch nog voor een korte tijd waarnemend burgemeester van Doesburg. Hij ging wonen in Bennekom, waar hij op tachtigjarige leeftijd overleed.